# 신대운여객
신대운여객은  경기도 파주시 월롱면 위전리 104-1에 본사를 둔 마을버스 업체이다.

## 신대운여객 연혁
- 2000년 : 금촌운수(金村運輸)라는 상호로 회사 설립
- 2013년 7월 17일: 금촌마을버스(金村―)라는 상호로 변경되었다.
- 2011년 4월 18일: 금촌마을버스에서 금촌여객(金村旅客)으로 변경되었다.
- 2013년 2월 28일: 마을버스 069번을 개통.
- 2014년: 금촌여객에서 서영운수(瑞永運輸)로 사명 변경
- 2018년: 서영운수에서 신대운여객으로 사명 변경
- 2019년 11월 4일: 마을버스 023번,084번,086번,089번을 개통.
- 2022년 1월 15일: 마을버스 075번,076번,077번을 개통.
- 2023년 6월 24일: 마을버스 090번을 개통

## 운행 노선
| 노선 번호 | 운행구간           | 운행구간 | 운행구간                    | 경유지 | 배차 간격 (분)             | 구 번호 | 비고                                         |
| --------- | ------------------ | -------- | --------------------------- | --- | -------------------------- | ------- | -------------------------------------------- |
| 022       | 용상골             | ↔        | 대림슈퍼                    | 명성슈퍼, 문산제일고등학교 , 금촌체육공원, 금촌초교 주공아파트, 대하마트, 금촌로타리, 금촌역, 파주여자고등학교, 영태5리                                                                                         | 20-30분                    | 22      | 파주시 공공버스                              |
| 023       | 월롱시민공원       | ↔        | 도내4리마을회관             | 월롱시민공원, 이주단지입구, 용상골, 양양산업, 서울기계, 예비군훈련장,방호벽, 위전2리, 월롱역.월롱파출소, 월롱역, 월롱면행정복지센터, 위전리, 금강산랜드, 위전4리, 도내1리, 도내삼거리, 도내2리, 도내4리마을회관 | 60분                       |         | 2019년 11월 4일 신설                         |
| 068       | 팜스프링아파트후문 | ↔        | 봉일천중학교                | 송화초등학교, 팜스프링아파트, 금촌농협, 금촌역, 금촌사거리, 장안아파트, 파주시청, 흰돌아파트, 대창리, 말레이지아교, 조리읍 행정복지센터, 봉일천시장, 봉일천중학교, 푸르지오아파트                               | 10-15분                    | 100-89  |                                              |
| 069       | 월롱역             | ↔        | 서영대학교                  | 월롱역, 월롱면행정복지센터, 덕은5리, 양지마을입구, LG디스플레이, 덕은4리.우리식당, 덕은4리, 덕은2리교차로, 서영대학교                                                                                           | 평일 15분, 주말 45분       |         | 2013년 2월 28일 신설                         |
| 075       | 야동동             | ↔        | 동패동                      | 한빛마을5단지 ↔ 한빛마을1.2단지 ↔ 한빛마을1단지 ↔ 경기인력개발원 ↔ 한울마을2단지 ↔ 한울마을1단지 ↔ 동패중학교.동패고등학교 ↔ 삽다리사거리                                                                       | 평일 12~25분, 주말 18~35분 |         | 2022년 1월 15일 신설 파주시 공공버스         |
| 076       | 야당역             | ↔        | 동패동                      | 한빛마을4.8단지, 경기인력개발원, 산내마을10단지정문, 산내마을중심상가, 산내마을6.8단지, 산내마을1.7단지, 해오름마을11.12단지                                                                                    | 10~15분                    |         | 2022년 1월 15일 신설 파주시 공공버스         |
| 077       | 운정역             | ↔        | 운정역                      | 한길육교, 가람마을3.4.6단지, 가람마을5단지, 별하람마을3단지 - 별하람마을4단지, 농협하나로마트, 가람마을5.7단지, 가람마을 7단지, 가람마을14단지                                                                  | 15~20분                    |         | 2022년 1월 15일 신설 파주시 공공버스         |
| 084       | 운정역             | ↔        | 야당역                      | 운정역, 황룡과선교, 운정3동출장민원실, 우림타운, 동보하임, 예일아트빌, 하우개7차, 하우개포르테, 서미힐테라스, 하우개마을, 운정데이케어센터앞, 운정가구공단, 야당과선교, 한빛마을5.9단지, 야당역                 | 15분                       |         | 2019년 11월 4일 신설 등하교, 심야버스가 있다 |
| 084-1     | 운정역             | ↔        | 야당역                      | | 16회                       |         | 2023년 4월 7일 신설                          |
| 086       | 야당역             | ↔        | 파주출판단지.신촌동         | 야당역, 한빛마을5단지, 경기인력개발원, 삽다리, 숲속길마을7단지, 동패11통, 문발초교, 신촌산업단지, 구.문발IC, 출판단지.신촌동                                                                                    | 40분-50분(1일 21회)        |         | 2019년 11월 4일 신설                         |
| 089       | 그린씨티동문아파트 | ↔        | 숲속길마을7단지             | 그린씨티동문아파트, 대원리, 봉일천, 한라아파트, 능안리, 운정역, 가람마을5.7.11.14단지, 해솔마을2.5단지, 산내마을9,11단지, 책향기마을10.11단지 숲속길마을3.6단지                                                 | 10-15분                    |         | 2019년 11월 4일 신설                         |
| 090       | 능안초등학교       | ↔        | 운정동(지산초교.가람도서관) | 퍼스트가든, 신창철강, 운정역 | 50분                       |         | 2023년 6월 24일 신설                         |

## 보유 차종
- 현대 카운티 뉴브리즈
- BYD eBus-7
- BYD eBus-9
- 현대 그린시티
- 현대 쏠라티
- 현대 뉴 카운티